# 山里站 (青岛市)
山里站是青岛地铁1号线的地铁车站，位于中华人民共和国山东省青岛市黄岛区漓江东路与大明山路交叉口北侧，于2021年12月30日开通。

## 车站结构
山里站位于漓江东路与大明山路交叉口北侧，沿漓江东路路东设置，呈南北走向，为地下两层岛式站台车站，车站长365米，标准段宽20.9米，车站地下一层为站厅层，地下二层为站台层，站台设置全高站台门。车站南侧设有一条单渡线，北侧设有两条出入段线，连通瓦屋庄停车场。
| 地面              | 出入口 | C、D出入口                                                                                            |
| 地下一层          | 站厅   | 客服中心、自动售票机、验票机                                                                          |
| 地下二层          | 站台   | \| \| \| 1号线往王家港（南北屯） \| \| 島式 · 開左邊车门 \| \| \| \| \| \| 1号线往东郭庄（凤凰岛） \| |
|                   |        | 1号线往王家港（南北屯）                                                                               |
| 島式 · 開左邊车门 |        | |
|                   |        | 1号线往东郭庄（凤凰岛）                                                                               |

## 出入口
山里站目前开放2个出入口，各出口及周围设施如下所示：
| 编号                | 指示         | 建议前往的目的地 | 图片 |
| ------------------- | ------------ | ---------------- | ---- |
| C · 出口 · （设有） | 漓江东路(东) |                  |      |
| D · 出口            | 漓江东路(东) |                  |      |
| 图例： 设有         |              |                  |      |

## 接驳交通

### 公交车
- 山里地铁站：黄岛31路，黄岛4路，隧道1路，隧道3路，隧道6路，隧道8路

## 车站历史
本站工程名与公示名为瓦屋庄站，正式站名为山里站，以车站所处传统片区名命名。
- 2020年11月19日，车站通过土建单位工程验收[2]。
- 2021年12月30日，车站随1号线南段通车开通[1]。